# Квінт Невій Корд Суторій Макрон
Квінт Невій Корд Суторій Макрон (лат. Quintus Naevius Sutorius Macro, 21 до н. е. —38) — державний діяч Римської імперії. Префект преторія у 31—38 н. е., активний учасник придворних інтриг, вбивця другого імператора Тиберія у 37 н. е., за що, пізніше, був відданий під арешт, де наклав на себе руки.

## Життєпис
Походив з плебейського роду Невіїв. Про його батьків немає відомостей. Службу розпочав у війську за часів імператора Октавіана Августа. З часом перейшов до преторіанців, пізніше отримав посаду префекта вігілів (командира нічної сторожі Риму). Тоді ж увійшов до стану вершників. Щоб зміцнити своє становище, Макрон одружився з Еннією Фрасіллою, донькою вершника Луція Еннія. Вона також, ймовірно, була родичкою Фрасілла, впливового астролога у почті Тиберія.
У 31 році призначений другим префектом преторія, на цій посаді спочатку викрив змову Лівілли, а потім брав активну участь у придушенні змови Сеяна. Саме завдяки Макронові Тиберій зберіг свою владу і з цього часу отримав беззаперечну довіру імператора.
Втім, у 37 році Макрон увійшов у змову з Калігулою. Зрештою, під час подорожі Тиберія до Риму Невій Макрон вбив останнього. У наступному 38 році Калігула призначив Макрона префектом Єгипту, але через два місяці наказав Макрону та його дружині накласти на себе руки.